# Криве су звезде
Криве су звезде (енгл. The Fault in Our Stars) је четврти од укупно шест романа Џона Грина (енгл. John Green). Објављен је 10. јануара 2012. године, а на српском језику 2013. у издаваштву Делфи у Београду. Наслов је инспирисан првим чином, другом сценом Шекспирове драме Јулије Цезар, у којој племић Гај Касије Лонгин каже Марко Јунију Бруту „Грешка, драги Бруте, није у нашим звездама, већ у нама самима, што смо им подређени”. Причу приповеда Хејзел Грејс Ланкастер, шеснаестогодишња девојчица која болује од карцинома штитне жлезде који јој је погодио плућа. Родитељи приморавају Хејзел да присуствује групи за подршку где се касније упознаје и заљубљује у седамнаестогодишњег Августа Вотерса, бившег кошаркаша, ампутираног и преживелог од остеосаркома.
Америчка играна адаптација у режији Џоша Буна је премијерно приказана 6. јуна 2014. године, у главним улогама Шејлин Вудли, Ансел Елгорт и Нет Вулф. Хиндска играна филмска адаптација романа Dil Bechara у режији Мукеша Чабре је премијерно приказана 24. јула 2020. године, у главним улогама Сушант Синг Раџпут, Сањана Сангхи, Сасвата Чатерџи, Свастика Мукерџи и Сајф Али Кан. Како књига, тако и њена америчка и индијска филмска адаптација су наишле на снажан критичарски и комерцијални успех.

## О књизи
Хејзел Грејс Ланкастер, шеснаестогодишњакиња са карциномом штитасте жлезде који се проширио на плућа, похађа групу за подршку пацијентима са карциномом по налогу своје мајке. На једном састанку, Хејзел упознаје седамнаестогодишњег дечака Августа Вотерса који је тренутно у ремисији и чији је остеосарком узроковао губитак десне ноге. Август је на састанку да подржи Исака, свог пријатеља који болује од карцинома ока. Хејзел и Август се одмах зближавају и договарају се да читају омиљене романе једно другом. Август даје Хејзел The Price of Dawn, а Хејзел препоручује An Imperial Affliction, роман о девојци Ани оболелој од карцинома који је паралелан са Хејзеловим искуством. Након што Август заврши читање њене књиге, фрустриран је сазнањем да се роман нагло завршава без закључка, као да је Ана изненада умрла. Хејзел објашњава да се аутор романа, Питер ван Хаутен, повукао у Амстердам након објављивања романа и од тада се не зна ништа о њему.
Недељу дана касније, Август открива Хејзел да је пронашао Хаутенову помоћницу Лидевиј, са којом је започео комуникацију преко имејла и преписку са Хаутеном. Њих двоје му пишу у вези краја романа, на шта Хаутен одговара објашњавајући да може само лично да одговара на Хејзелина питања. На пикнику, Август изненађује Хејзел картама за Амстердам који јој омогућавају сусрет са Хаутеном, набављеним помоћу фондације Make A Wish. Након сусрета са Хаутеном, Хејзел и Август су шокирани откривши да је он алкохоличар. Ужаснут Хаутеновим непријатељским понашањем према тинејџерима, Лидевиј признаје да је организовала састанак у његово име, даје оставку Хаутенову и води Хејзел и Августа у музеј Ане Франк, где се Август и Хејзел први пут пољубе. Касније те ноћи, Хејзел и Август губе невиност у његовој хотелској соби, признајући узајамну љубав.
Следећег дана, Август открива да му се карцином вратио. По повратку у Индијанаполис, Августусово здравље наставља да се погоршава, због чега је неколико дана остао на интензивној нези. У страху од смрти, Август позива Исака и Хејзел на своју пред сахрану, након које убрзо умире. Хаутен се појављује на Августовој сахрани да се извини Хејзел, али она му не опрашта. Убрзо сазнаје да је Август написао читуљу за њу и чита је након што је Лидевиј открије међу Хаутеновим писмима. У њему се наводи да је повређивање на овом свету неизбежно, али ми можемо да бирамо коме ћемо дозволити да нас повреди, он је задовољан својим избором и нада се да је и она. Књигу Хејзел завршава тако што наводи да је задовољна и она својим избором.

## Ликови
Главни ликови књиге Криве су звезде су:
- Хејзел Грејс Ланкастер, шеснаестогодишњакиња са карциномом плућа, није нимало оптимистична и уверена је да ће ускоро умрети. Верује да бити славан и вољен није толико важно колико бити оно што јеси и бити вољен истински јер је заборав неизбежан.
- Август Гас Вотерс, седамнаестогодишњи дечак који је боловао од карцинома, након којег му је ампутирана нога. Гас је оптимиста, жели да буде познат и да га људи памте када умре. Пре него што је упознао Хејзел, имао је девојку, Керолин Мејтер која је преминула од тумора лобањске дупље, наводи да Хејзел личи на њу.
- Исак, седамнаестогодишњак који иде у исту групу за подршку као и Хејзел због карцинома ока који је узроковао слепило.
- Питер ван Хаутен је Хејзелов и Августов омиљени аутор, који је написао њихову омиљену, измишљену, књигу An Imperial Affliction. Касније се испоставило да је он алкохоличар који нити планира да напише наставак, нити је вољан да замисли будућност за ликове у књизи. Имао је осмогодишњу ћерку која је преминула од леукемије.
- Патрик, вођа групе за подршку који организује састанке у цркви и који је боловао од карцинома простате.
- Господин и госпођа Ланкастер, Хејзелини родитељи, мајка је на крају планира да постане социјални радник и већ годину дана ради на свом комуналном отпаду. Господин Ланкастер ради за компанију за некретнине.
- Господин и госпођа Вотерс, Августови родитељи, по целој кући су залепили мудре и охрабрујуће поруке. Његови и Хејзелови родитељи се слажу да имају чудну децу.
- Лидевиј, помоћница аутора Питера ван Хаутена, даје оставку у каснијем делу књиге. Прва је одговорила Августу и натерала Питера да одговори на Хејзелове и Августове мејлове. Лидевиј их води у посету музеју Ане Франк и плаћа, у име аутора, њихову вечеру у Орањеју. Након Августове смрти, проналази последња писма која је он написао Питеру пре смрти и шаље их путем мејла Хејзел.

Остали ликови књиге Криве су звезде су:
- Џули и Марта, Августове полусестре које су удате за банкаре, Дејва и Криса, са којима имају три сина.
- Грејам, Исаков десетогодишњи брат.
- Кејтлин, Хејзелина једина пријатељица пре болести, касније сугерише да је Август можда нешто написао и послао некоме другом поштом.
- Керолин Мејтер, Августова бивша девојка која је умрла од карцинома мозга пре него што су се он и Хејзел упознали.
- Доктори Марија и Сајмон, Хејзелини доктори.

## Настанак романа
Након што је дипломирао, Грин је провео око пет месеци радећи у државној дечијој болници у Коламбусу. Ово искуство га је инспирисало да напише роман:
Покушавао сам да напишем ову књигу скоро десет година. Откад сам радио као капелан, враћао бих се, покушавао да радим на ономе што сам назвао Прича о дечјој болници, иако је у свим претходним главни лик био двадесетдвогодишњи болнички капелан који се дружи са докторима. Године 2010. ми је добра пријатељица Естер Ерл преминула од карцинома, што ме је подстакло да се вратим на причу, био сам љутит и решен да је завршим, тако да су књига и посвета на почетку њој посвећени.

## Историја публикације
Барнс и Нобл је 21. децембра 2011. године случајно испоручио 1500 примерака књиге пре датума објављивања људима који су је унапред наручили. Грин је изјавио да се грешке дешавају и да им не замера. Многи људи који су је добили су се обавезали на Гринов захтев да неће читати књигу до датума њеног објављивања 10. јануара 2012. нити да ће о њој расправљати до следећег дана, 11. јануара како другим читаоцима не би покварили крај. Већина је одржала обећање, остављајући онима који си добили књиге на планирани датум изласка да уживају у читању.
Књига је заузела 84. место на листама бестселера Амазона и Барнс и Нобла у јуну 2011. године, убрзо након што је објављена. Грин је обећао да ће сваку поруџбину у претпродаји лично потписати, укупно 150.000 књига различитим шарпи бојама. Међутим, неки читаоци који су наручивали од међународних књижара су добили непотписане примерке јер су те књижаре, укључујући Амазон, потцениле колико књига им је потребно и наручиле још након што је потписивање завршено, али је Грин пристао да реши овај проблем, говорећи људима са непотписаним преднаруџбинама да му пошаљу мејл како би им послао потписани екс либрис. Многи фанови су послали своје дизајне корица на разне друштвене мреже, укључујући Тамблер и Твитер, означавајући Грина у овим објавама како би он могао да их види. Велики број примљених постова је подстакао Гриновог издавача да потражи омот који је дизајнирао фан једне од других Гринових књига, Обиље Катарина. Криве су звезде је дебитовао на првом месту Њујорк тајмса најпродаванијих књига за децу и остао је на том месту седам узастопних недеља. Хебрејско издање Криве су звезде je објављено у Израелу у августу 2012. године, кao i на холандском, немачком, шпанском, француском, шведском, данском, исландском, кинеском, перзијском и португалском језику. Криве су звезде је била на првом месту неколико листа бестселера, међу којима су The Wall Street Journal и Indiebound, као и девета на листи бестселера The Bookseller. Од јануара 2013. године је штампано скоро милион примерака романа. У децембру 2012. je објављено специјално издање са сребрном корицом и проширеним питањима и одговорима, названо Ексклузивно колекционарско издање, доступно од Барнс и Ноблa. Сви или већина примерака који су први пут били доступни за куповину овог издања су садржали штампарску грешку у којој је неколико страница првог поглавља замењено страницама из одељка Питања и одговори на полеђини књиге.

## Пријем
Криве су звезде је добила позитивне критике који су се углавном односиле на хумор, снажне ликове, језик, тему и нов поглед на карцином и романсу. Њујорк тајмс је књигу описао као мешавину меланхолије, слатког, филозофског и смешног која је у току трагичног реализма, уз напомену да непријатни детаљи књиге не умањују романсу него је чине још дирљивијом. Рејчел Сајм из НПР-а је ову књигу описао као Гринову најбољу. Time је назив књиге описао као „неописиво генијалан”. Ентертејнмент викли је књигу оценио са А. Манила Булетин је навела да је књига Криве су звезде тријумф Џона Грина. Ју-Ес-Еј тудеј je оценио књигу максималном оценом, са четири звезде.
Неколико познатих аутора је позитивно оценило књигу. Џоди Пиколт, аутор књиге Чувар моје сестре, описује Криве су звезде као електрични портрет младих људи који уче да живе једном ногом у гробу, наводећи да је роман испуњен налетима хумора и трагедије. Аутор бестселера Крадљивца књига, Маркус Зусак, га описује као роман о животу и смрти и људима који се налазе између. Time je прогласио Криве су звезде за прву књигу белетристика 2012. Kirkus Reviews је књигу уврстио међу сто најбољих за децу у 2012. години. На Ју-Ес-Еј тудеј листи је сврстана међу првих десет књига 2012. Edmonton Journal je 2013. прогласио Криве су звезде za једну од својих омиљених књига године.
Дејли мејл је негативно критиковао жанр романа за младе који се баве самоубиством и самоповређивањем као неукусан и неприкладан за њихову циљну публику, тинејџере. The Guardian je замерио Дејли мејлу што је сугерисао да су теме болести, депресије и сексуалности неприкладне za писање књига као најосетљивије за тинејџере. Џон Грин је одговорио да му је у критици засметало што су одрасли скептични према тинејџерима и третирају их као мање паметне, неспособне за критичко читање и промишљене.

## Верзије

### Енглеска адаптација
Јануара 2012. године je Fox 2000 Pictures добио право да адаптира роман у играни филм. Скот Нојстадтер, Мајкл Х. Вебер и Џош Бун су написали адаптирани сценарио, а Џош Бун је такође био режисер. Шејлин Вудли je глумила Хејзел, док je Ансел Елгорт играo Августа.
Највећи део снимања је обављено између августа и октобра 2013. године у Питсбургу, Пенсилванији, удвостручене су радње из романа у Индијанаполису, а додате су и снимљене сцене на локацији у Амстердаму. Филм је објављен 6. јуна 2014. у Сједињеним Америчким Државама, добио је позитивне критике и зарадио преко 307 милиона долара широм света у односу на буџет од 12 милиона долара.

### Хинди адаптација
У августу 2014. године је индијски Fox Star Studios најавио адаптацију романa na хинди језику, под насловом Kizie Aur Manny. Продуцент Каран Јохар је требао да продуцира филм, али је на крају одустао. Снимање је започето у јулу 2018. године у Џамшедпуру, у главним улогама Мукеш Чабра и Санджана Сангхи. Наслов филма је касније промењен у Dil Bechara, по песми написанoj за филм која, prema редитељу, сумира поруку филма. Музички композитор је био А. Р. Рахман.
Првобитно је планирано да филм буде премијерно приказан 8. маја 2020. године, након што је био заказан за новембар 2019. али је касније одложен због пандемије ковида 19 у Индији. Објављен је 24. јула 2020. на Hotstar, као и америчка адаптација, наишао је на углавном позитивне критике.